# Тимченко, Вячеслав Николаевич
Вячеслав Николаевич Тимченко (укр. В'ячеслав Миколайович Тимченко; род. 16 августа 1971, Киев, Украинская ССР, СССР) — украинский хоккеист, защитник.

## Клубная карьера
Выступал за киевские команды ШВСМ, «Сокол», «Беркут», в Великобритании играл за «Халл Стингрэйз», в Германии за «Вайсвассер» / «Лаузитцер Фюксе». В Белорусской Экстралиге представлял «Гомель» и «Витебск», в России играл за «Воронеж» и «Нефтехимик». В 2001 году выиграл чемпионат ВЕХЛ и чемпионат Украины в составе «Беркута», в 2007 году завоевал с «Гомелем» кубок Беларуси.

## В сборной
В сборной Украины сыграл 91 игру (6 шайб и 12 голевых передач). Провёл 4 матча на Олимпийских играх 2002 года, играл на чемпионатах мира 1994, 2002, 2003, 2005 и 2007 годов. В составе юниорской сборной СССР в 1989 году выиграл чемпионат Европы.